# Abisare
Abīsarē was ca. 1905-1895 v.Chr. koning van Larsa. Hij regeerde 11 jaar.
Al zijn jaarnamen zijn bekend en er zijn een aantal koninklijke inscripties van hem. In zijn derde regeringsjaar schonk hij een zilveren beeld aan de tempel van Nanna. Het draagt een inscriptie waarin hij zichzelf "koning van Ur, hoofdman van de Amorieten noemt. Een andere inscriptie is op een kleitablet waarop hij stelt de muren van Larsa versterkt en een paleis gebouwd te hebben. Deze gebeurtenissen worden niet in zijn jaarnamen geroemd. Een knotskop van hem draagt een inscriptie gewijd aan de god Nergal. Hierop wordt hij zowel koning van Ur als koning van Larsa genoemd.
Er zijn kleitabletten uit Ur uit de tijd van Abīsarē en zijn voorganger Gungunum en opvolger Sumuel die bevestigen dat de oude handelscontacten met Dilmun in zijn tijd nog steeds actief waren.